# Экология Омска
Экологическая обстановка в Омске связана с величиной города-миллионника и наличием в нём большого числа крупных производств. Недостаточно развит контроль над изменениями геохимического фона вследствие воздействия техногенных факторов. Городские памятники природы «Зелёный клин» (ландшафтный комплекс ОмГАУ) и «Птичья гавань» уникальны уже потому, что смогли уцелеть в такой неблагоприятной экологической обстановке и просуществовать не одно десятилетие.

## Загрязнение воздуха
В прошлом обилие предприятий приводило к многочисленным выбросам в атмосферу. 58 % загрязнения атмосферного воздуха в городе приходилось на автотранспорт. Из промышленных предприятий наиболее проблемной в плане экологической ситуации была Омская ТЭЦ-5, работающая на угле (в то же время и на ней была проведена установка двух фильтров очистки дыма). В воздухе города периодически обнаруживают диоксиды, формальдегиды и, чаще всего, бензпирен (вырабатываемый автотранспортом). На особом контроле в связи с охраной атмосферы деятельность таких омских предприятий, как «Омскшина», «Омскагрегат» и ПО «Полёт». В 2010 году Омск занимал первое место среди городов-миллионеров России по выбросам в атмосферу загрязняющих веществ, отходящих от стационарных источников — 198,2 тысяч тонн. У других миллионников, таких как Красноярск, Уфа, Челябинск и Новосибирск, выбросов оказалось меньше.
С 2011 года рейтинг экологического развития города значительно поднялся, и к 2014 году из аутсайдеров Омск превратился в одного из лидеров. Это стало результатом масштабной модернизации многих крупных производств (в том числе Омского нефтезавода, «ТГК-11» и пр.). Если прежде наибольшее загрязнение воздуха отмечалось в Советском округе, концентрирующем основные производства, то в феврале 2016 года уровень загрязнённости воздуха в нём стал низким, равно как и в Ленинском и Октябрьском округах. Проблемными оказались Центральный и Кировский округа с наиболее интенсивным автомобильным движением.

## Загрязнение воды
Великая Отечественная война привела к эвакуации производств из европейской части России, что в итоге сказалось и на экологическом состоянии Омска. Для обеспечения нужд оборонных предприятий в городах Западной Сибири некоторые малые реки и овраги согласовано с горсоветами были превращены во временные коллекторы для стоков предприятий.
Степень загрязнения омских рек — Иртыша и Оми — значительно не меняется. Купаться в них запрещено на протяжении последних десяти лет. С промышленных стоков, которые становятся всё более экологичными, внимание экологов постепенно переводится на состояние городских ливневых коллекторов, расположенных на территории города. Часть из них не имеет владельца, и оттуда в Иртыш попадают различные отходы, в том числе солярка и нефтепродукты. Источником загрязнения являются также многочисленные свалки в водоохранной зоне. В Омской области нет ни одного мусорного полигона, где бы стояли специальные испарители и системы очистки талой воды, поэтому каждую весну растаявший снег уносит в Иртыш мусор, дорожную соль, грязь и газонный дёрн. Всё это забивает городскую канализацию. Заместитель руководителя регионального управления Росприроднадзора Сергей Еремин считает, что крупные города (и Омск в их числе) не способны самостоятельно профинансировать восстановление и модернизацию очистных сооружений, в то время как федерация выделяет недостаточно средств.
Некоторое улучшение качества иртышской воды связано в основном с экономическим спадом: сниженной мощностью городских предприятий и кризисом водного транспорта. Также с усилением контроля резко снизилась добыча песка из прибрежной зоны, а акватория реки очищена от восьми затонувших речных судов и двух десятков вагонов с углём, попавших в реку несколько лет назад после аварии на железнодорожном мосту. Красногорский гидроузел на Иртыше может улучшить положение дел, однако после банкротства НПО «Мостовик» его строительство остановилось. Кроме того, в результате возведения плотины может возникнуть угроза затопления ряда экологически опасных объектов, размыва берега, подтопления многочисленных дачных посёлков и подпора воды в устье Оми.

## Утилизация отходов
Дважды в год проходит генеральная уборка города с участием горожан. Ежедневно Омск производит около 6000 м³ бытового мусора, на одного жителя его приходится в три раза больше, чем в Москве.
В 2009 году в Ленинском, Кировском и Советском административных округах города действовали полигоны по захоронению твёрдых бытовых отходов. В 2010 году начала работу линия по сортировке и переработке мусора, считалось, что это позволит отказаться от необходимости выделять дополнительную территорию для размещения свалок.
Проблемы с муниципальным решением мусорных вопросов сопровождают Омск давно. Так, в 2013 году огромная свалка, образовавшаяся в центре города на месте бывшей ярмарки «Омский привоз», стала антропогенной кормушкой для чаек-хохотуний, число которых увеличилось в четыре раза и стало угрожать безопасности полётов. Мусор месяцами лежит на многих улицах, особенно в частном секторе, садовых и гаражных кооперативах. В ряде мест целые кварталы старых жилых домов барачного типа становятся свалками, так как мусор из них не вывозится годами. Городская система сбора и вывоза твёрдых бытовых отходов, а также система контроля за этим неэффективны, и в результате после ликвидации несанкционированных свалок со временем мусор снова появляется на том же месте.
К 2015 году положение со свалками стало критическим. Ещё в апреле 2014 года компании ООО «Норма плюс» и ООО «Экотехнологии», контролирующие около 80 % мусорного рынка в Омске, потеряли лицензии на работу из-за того, что город сильно приблизился к расположению их мусорных полигонов, и те должны были быть вынесены за пределы населённого пункта. Однако вместо того, чтобы сделать это, муниципалитет изменил границы города так, чтобы не нарушать закон и уйти из-под судебного решения, обязывающего перенос и рекультивацию свалок. В итоге из трёх мусорных полигонов два (Ленинский и Кировский) оказались закрыты, а оставшийся в селе Надеждино в 20 километрах от города не справлялся с объёмами. Впрочем, этот полигон представляет экологическую угрозу, так как не соответствует проектной документации и не имеет никаких защитно-очистных сооружений и представляет собой попросту котлован.
В апреле 2016 года полигон в Надеждино, последний принимавший отходы города, также был закрыт. Ни у муниципалитета, ни у региональных властей нет конкретного решения для мусорной проблемы областного центра: не строится ни один полигон, нет ни одного договора с компаниями-инвесторами. Всё это ведёт к наступлению «мусорного коллапса», о котором экологи предупреждали ещё несколько лет назад.

## Озеленение

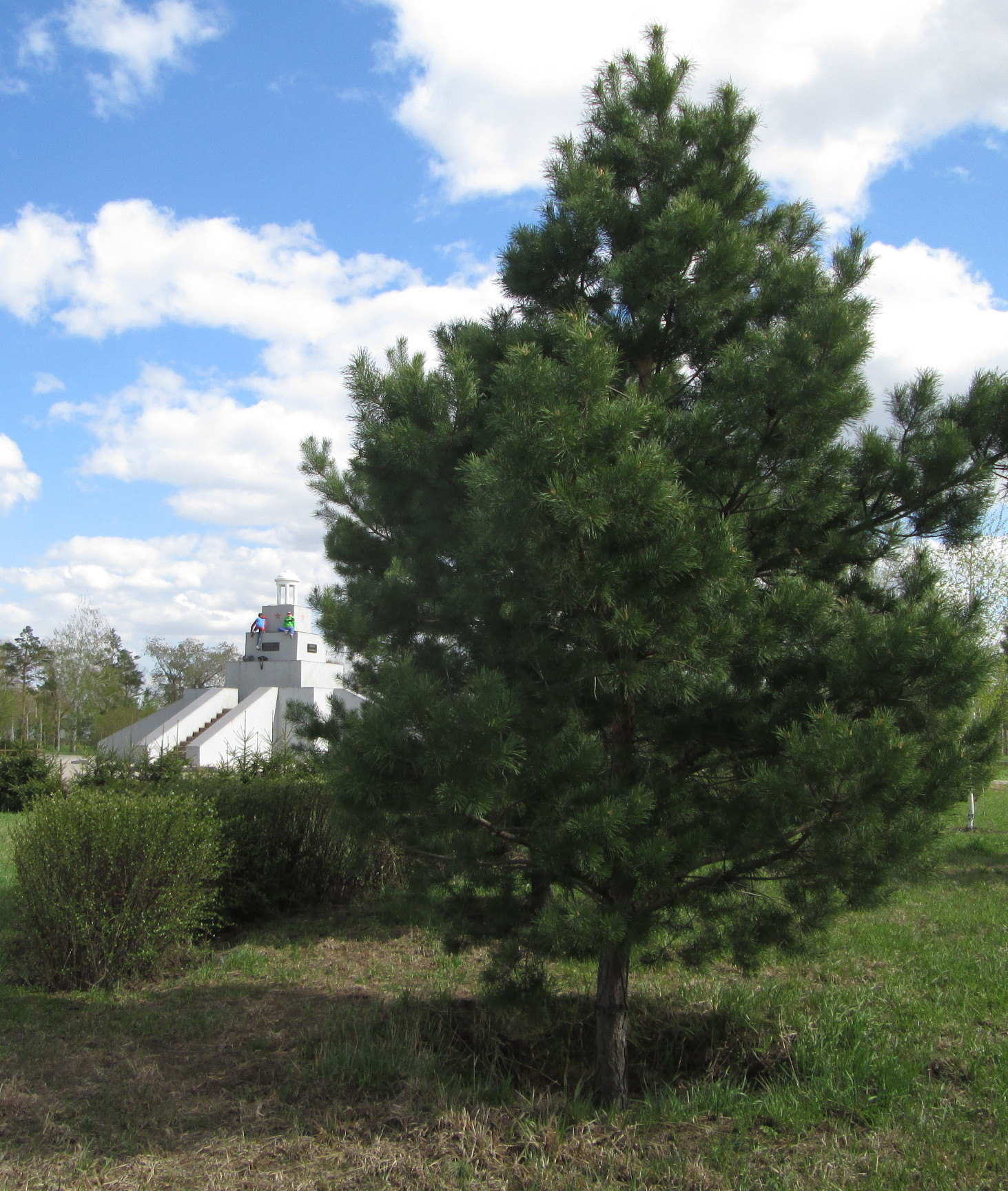
Сосна обыкновенная, высаженная в ходе реконструкции сквера вокруг площади Борцов Революции (Старый Кировск)

С 1967 года до распада СССР Омск носил статус город-сад, однако в 1990-х годах из-за массовой вырубки деревьев статус был утерян, а недовольные омичи придумали ему шуточный статус «Город-пень». Причин для ухудшения состояния зелёных насаждений было много:
- Массовое озеленение проводилось в городе в середине XX века, и деревья того времени являются уже старыми и аварийными (так, в 2014 году во время апрельского урагана упало более 500 деревьев).
- За последние два десятилетия система содержания и воспроизводства зелёных насаждений была разрушена: не проводилось никакой инвентаризации, не было должного ухода (обрезки) за деревьями, высаживались плохо приживающиеся деревья и кустарники и не было контроля за их восполнением.
- Появились изменения законодательства, связанные с охранными зонами инженерных сетей, а также принадлежности тех или иных территорий.
- Отсутствие муниципального питомника вынуждает городских озеленителей закупать саженцы у частных фирм, которые иногда срывают сроки посадки.

В результате вышеперечисленного в городе производятся многочисленные вырубки, а также кронирование деревьев «на пень» для увеличения их продолжительности жизни (такие деревья восстанавливают крону уже на третий год). 60 % деревьев в городе требует замены. Однако муниципалитет не всегда имеет средства на высаживание новых деревьев, которым было бы 7-8 лет и которые могли бы сразу начать выполнять свои экологические функции, взамен больных. Скудный бюджет и малое количество работников тормозят работы по озеленению, поэтому одним из решающих факторов остаётся массовое вовлечение в этот процесс горожан. Озеленение проходит также за счёт общественных организаций и отдельных инициаторов, и площадь зелёных насаждений в Омске каждый год растёт. На начало 2016 года она более 13 тыс. га, или ~110 м²/чел. всех зелёных насаждений, или 15 м²/чел. зелёных насаждений общего пользования. По последнему параметру Омск превышает федеральную норму.

## Пыль
Степное расположение Омска делает его уязвимым для пыльных бурь. Это обстоятельство, бывшее актуальным и в довоенное время, во время Великой Отечественной войны привело к тому, что даже при недостатке ресурсов заготовка полноценных дров в лесах вокруг Омска была запрещена Облисполкомом уже в 1942 году. Окружающие леса считались зелёной зоной города.
Зелёные насаждения важны для защиты города от пыли, которая ежегодно становится проблемой после схода снега. Она включает песко-соляную смесь, которую зимой используют на дорогах и не полностью вывозят вместе со снегом. Кроме того, пыль появляется после аварийного ремонта дорог инертными материалами, в том числе шлаком, который в результате пыльных бурь оказывается в квартирах жителей. Пыль также скапливается на обочинах дорог, где с ней вынуждены контактировать велосипедисты. В составе омской пыли встречаются почти все металлы, включая ядовитые для человека (самый вредный из них свинец, обнаруженный в больших количествах). Однако дорожной техники в городе со скудным бюджетом не хватает. Недостаточно пылеуборочных машин, в результате чего убирать землю с прибордюрной части приходится вручную, а подметально-уборочные машины с водяной системой имеются только в двух округах города — Кировском и Центральном.